# One57
One57，又名卡內基 57（英語：Carnegie 57），是一棟位於美國紐約市曼哈頓區57街157號西的摩天大樓，其建築高度306公尺，實際樓高75層（官方宣稱共90層），於2014年建成，是紐約的摩天大樓之一。發展商為埃克斯特爾地產開發公司，該大樓擁有135個住宅單位，和一個有210個房間的五星級酒店，由凱悅酒店集團管理。地基工程於2010年1月展開，直到2012年6月20日封頂。近頂層的9個全層單位已經售出，買家包括最少2名來自中國的富豪。位於89樓及90樓近1,000平方公尺的單位，均以逾7億4000萬港元天價成交，打破同年3月由中央公園西大道15號一個頂層單位創下6億8000萬港元的成交記錄。
香港時裝業大亨曹其峰已簽約落訂，買入紐約市興建中的住宅大廈One 57一個佔全層的單位，價值為五千萬美元。而另一名買家則為曹的生意拍檔，來自加拿大的億萬富翁斯特羅（Lawrence Stroll）。截至2015年1月，One57是紐約市最昂貴的公寓住宅。

## 計畫與建造
One57的開發商是埃克斯特爾地產開發公司，在建築開工前，埃克斯特爾的創辦人兼總裁加里·巴尼特花費15年的時間來整合57街的地產與上空權。在最初計畫中，巴尼特希望能建造一座28,000平方公尺的建築，但隨著園區規模的擴大，以及房地產市場開始上升到新的水平，園區景觀的計劃逐漸成形至現今規模。建築於2009年4月開始動工，其基礎工作於2010年1月開始進行。
2012年5月，一位買主以9千萬美元買下位於第89與第90樓的雙層豪華公寓，其樓板面積1,014.8平方公尺，此交易價格創下紐約市房地產新的交易紀錄。僅僅過了2個月，時任卡达首相的哈馬德·本·賈西姆·本·賈比爾·阿勒薩尼以1億美元購買該大廈的一個豪華公寓單位，再度刷新紐約房市交易紀錄。當銷售部門開始營運6個月後，埃克斯特爾地產宣布One57的50%的產權，其交易金額已經達到10億美元。
2012年6月20日，建築頂層的框架已經完工。不久之後，官方透露位於第75樓與第76樓且樓板面積1,259平方公尺的住宅單位，其別稱為「冬季花園」的雙層豪華公寓已交易出去，但細節並未公開。.
2012年10月，企業家邁克爾·希爾滕斯坦（Michael Hirtenstein）在購買時與巴尼特起爭執。希爾滕斯坦聲稱他不會花費1600萬美元後，無法事先查看購屋處，並直指他所購買的公寓單位，其向外看的視野被遮蔽了。巴尼特堅持所有買家禁止在購買前查看公寓，當希爾滕斯坦私自買通一名建築工人拍攝一段視頻後，巴尼特決定取消與希爾滕斯坦簽署的合同。

### 起重機倒塌
在颶風珊迪過境紐約後的2012年10月29日，建築物旁的起重機被發現因不堪強風負荷而迴轉臂架部分倒塌，造成大廈周圍數千名居民和酒店旅客被疏散至少6天。至11月5日，受損的起重機才得以排除，大廈周邊地區的交通才允許能通行。
由於這起事故，周邊地區的牙醫們抱怨他們必須撤離而損失營業收入，並向建商提起集體訴訟，紐約市房屋局也表示他們收到了多起關於工地的投訴。然而，當初倒塌的起重機在1周前進行過檢查，並被認為是良好的。市政府官員稱這次的事故是一件奇怪的事情。
2013年5月，埃克斯特爾宣布計劃在5月10日至11日間架設新的起重機。紐約市房屋局批准這項計劃，並在工程期間強制撤離鄰近區域的人民，包括阿爾文法院和布賴爾克利夫（Briarcliff）公寓等，這些被撤離的住戶皆可獲得1500美元的賠償金。儘管如此，阿爾文法院的合作委員會宣布他們將尋求法院命令抵制強制撤離，並抨擊紐約市房屋局淪為開發商的棋子。最後，埃克斯特爾與阿爾文法院的合作委員會私下簽署協定，新的起重機也如計畫般地在5月11日架设完成。新的起重機一直營運到任務結束，並在2013年11月11日拆除。

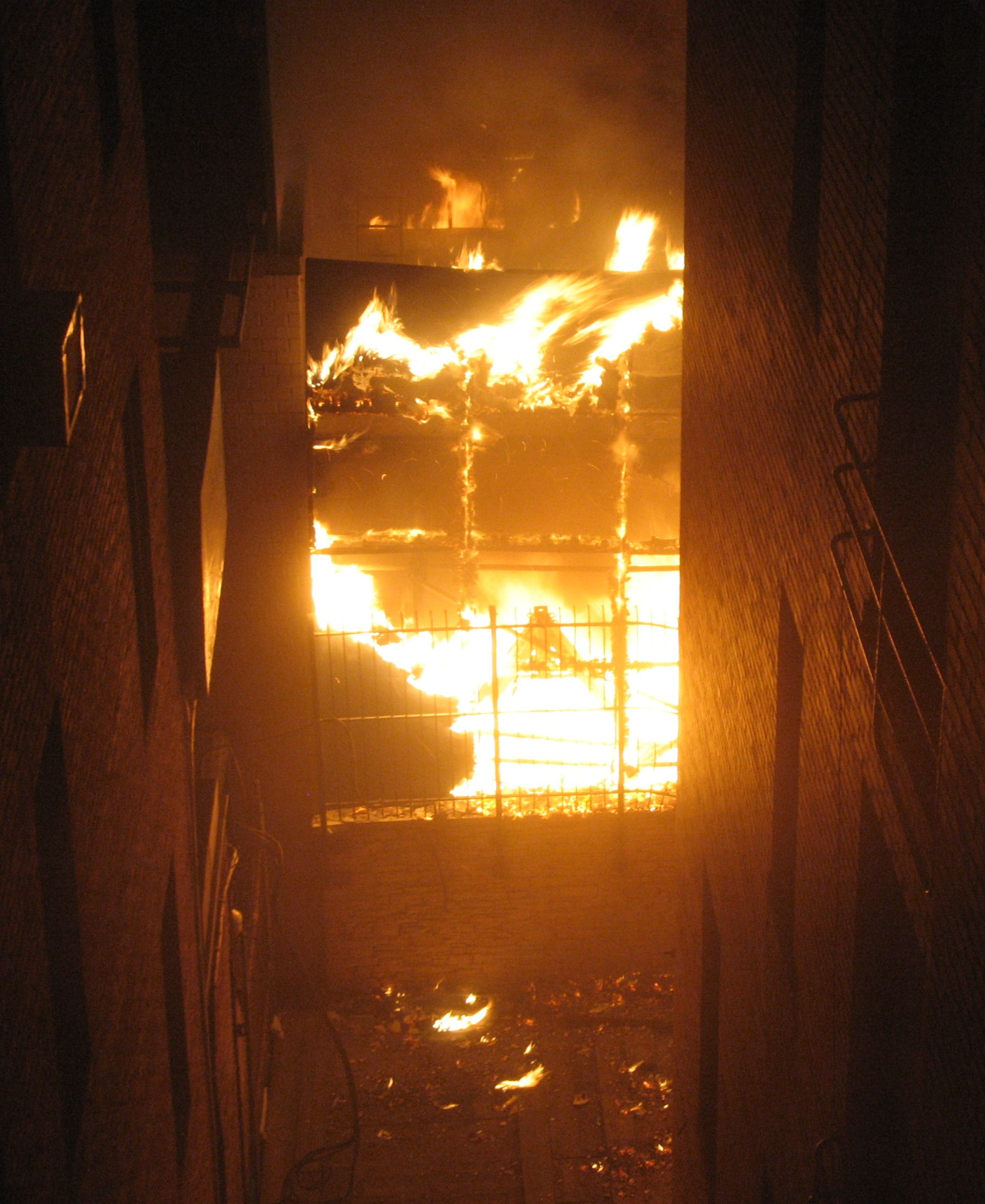
發生火災的One57裝卸碼頭區，攝於2014年3月15日。

### 火災
2014年3月15日晚間，One57的裝卸碼頭發生一起火災，隨後蔓延到建築物後面的庭院內，最後不得不撤離西58街152號及相鄰的建築物內的人員。埃克斯特爾與聯實集團都沒有公布火災原因等相關資訊，紐約市房屋局也未在火災後向工地發出部分停建公告，這場火災起因至今仍是個謎。

## 建築主體與設計
One57的設計者為曾獲得普立茲克獎的法籍建築師克里斯蒂安·德·波宗巴克，建築內部設計則由紐約知名設計師湯馬士·尤爾·漢森（Thomas Juul-Hansen）包辦。
建築物外部使用黑色和淺色玻璃製成垂直條紋裝飾，同時還可以控制陽光透射量及視野最大化。大廈的設計特點在於其波紋狀頂罩、靠57街側的外牆逐漸縮進、斑點式開窗法、曲線樣式的頂層與凹槽設計、以及幾近垂直的建築立面。One57建成後超越自1930年建成的華爾街40號，成為紐約市中城區域最高的摩天大樓。

## 評價
One57在Curbed.com網站上票選獲得2014年年度最糟糕建築，大多數建築評論者反應其藍色波浪立面很醜陋，紐約雜誌的評論家賈斯汀·戴維森甚至稱其為「笨拙的花花公子」。前彭博社評論家詹姆士·拉塞爾（James Russell）感嘆「無止盡的廉價無框玻璃如同卡通似地條紋，上面還有著銀色與白鑞斑點」。紐約時報的評論家邁克爾·金梅爾曼以更犀利的評論道「這個建築物如同一條笨拙的曲線瀑布，它們僅被一層有光澤的窗戶的折射來美化，如同上面有水痘及老年斑。」

## 名人業主
- 82樓曹其峰－香港時裝界大亨。[13][40]
- 86樓陈国庆－海航集團董事局主席，陈峰的弟弟。[41]
- 88樓陈峰－海航集團董事局主席，陈国庆的哥哥。[40]
- 80樓柳一文－印尼富商。[40]

## 照片集

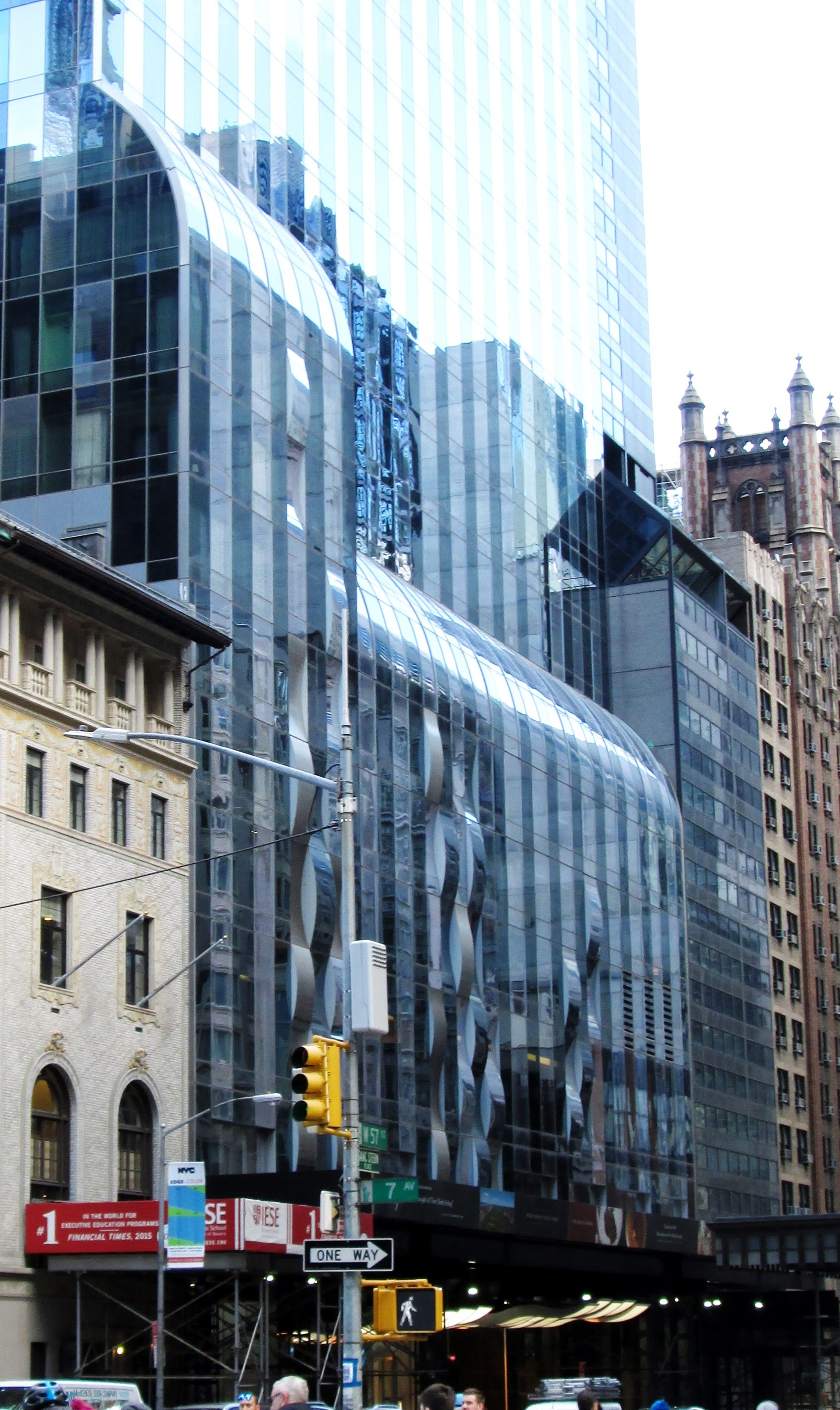
位於第7大道的One57基座
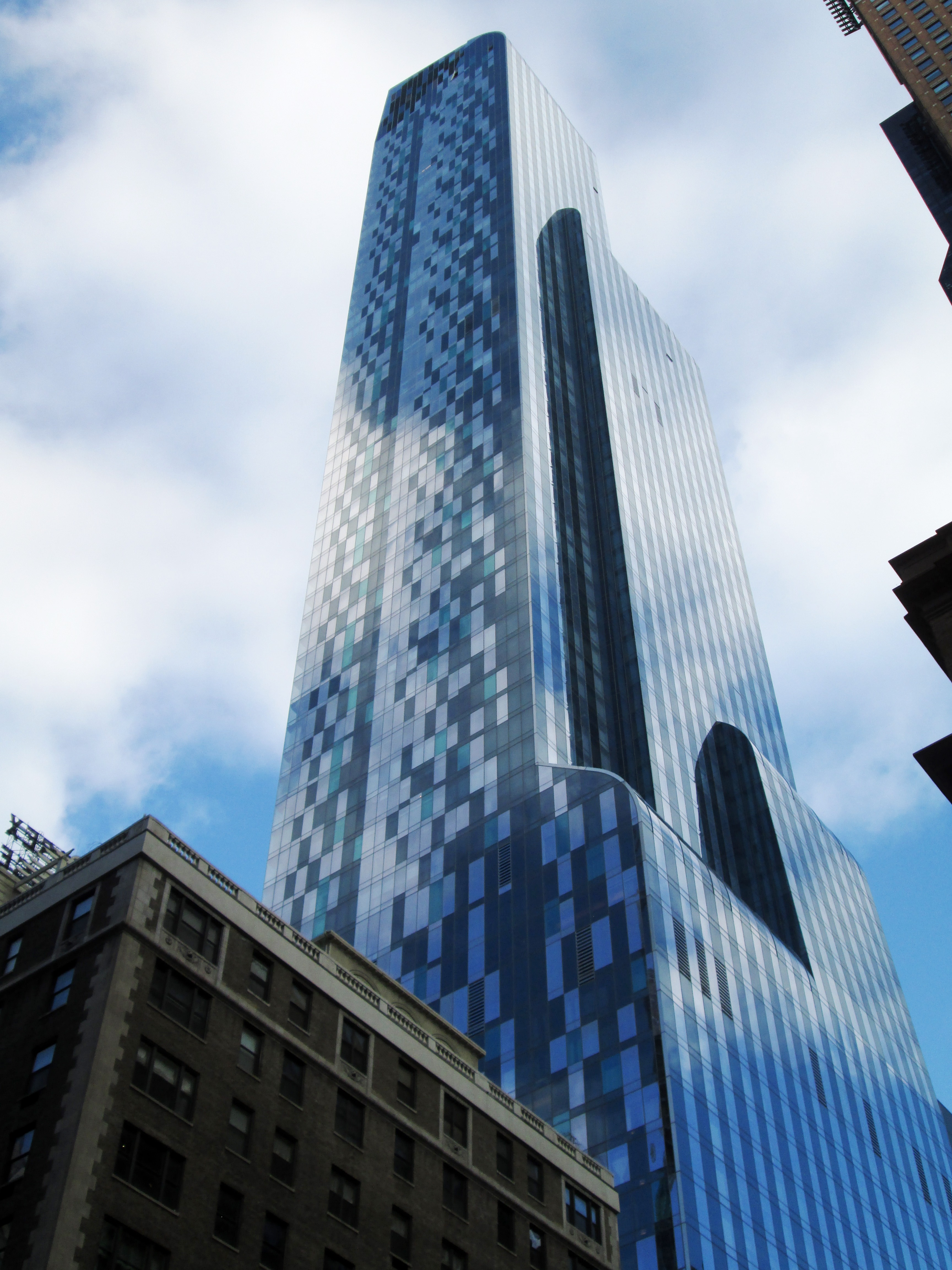
從第7大道仰望One57
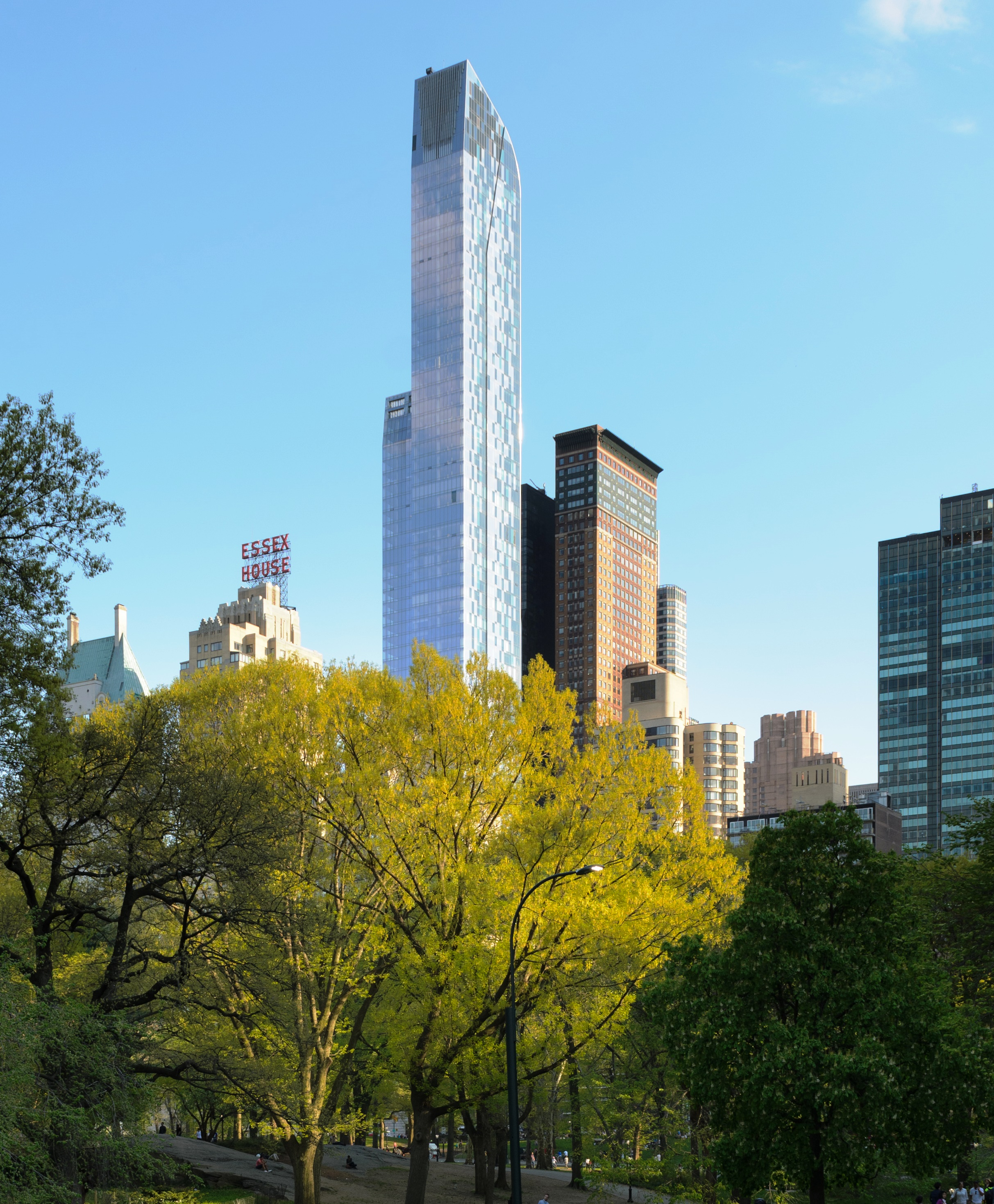
從中央公園仰望One57

## 外部連結
- 官方网站
- Archive of One57 Construction Photos From New York YIMBY（页面存档备份，存于）